# Liste des gratte-ciel d'Oran
 (août 2016).
Si vous disposez d'ouvrages ou d'articles de référence ou si vous connaissez des sites web de qualité traitant du thème abordé ici, merci de compléter l'article en donnant les références utiles à sa vérifiabilité et en les liant à la section « Notes et références ».
Cette liste répertorie les plus hauts gratte-ciel de la ville d'Oran (Algérie).

## Plus hautes constructions
| Rang | Nom                  | Hauteur | Étages | Année | Ville | Sources | Image                |
| ---- | -------------------- | ------- | ------ | ----- | ----- | ------- | -------------------- |
| 1    | Résidence Oran Tower | 113 m   | 30     | 2018  | Oran  | [ 1 ]   | Résidence tower Oran |
| 2    | Bahia Center Tower 1 | 111 m   | 31     | 2009  | Oran  | [ 2 ]   |                      |
| -    | Bahia Center Tower 4 | 111 m   | 31     | 2011  | Oran  | [ 3 ]   |                      |
| -    | Bahia Center Tower 3 | 111 m   | 31     | 2012  | Oran  | [ 4 ]   |                      |
| -    | Bahia Center Tower 2 | 111 m   | 31     | 2014  | Oran  | [ 5 ]   |                      |
| 6    | Odéon Tower          | 106 m   | 28     | 2022  | Oran  |         |                      |
| 7    | Cherif Towers II     | 105 m   | 28     | 2019  | Oran  | [ 6 ]   |                      |
| 8    | Cherif Towers I      | 90 m    | 24     | 2019  | Oran  | [ 7 ]   |                      |

### Résidence Oran Tower
La haute Résidence Oran Tower réalisée par le promoteur immobilier Eurl Benabed est conçue pour s'illuminer de différentes couleurs le soir grâce à la technologie LED.

### Les Tours Bahia Center
Les Tours Bahia, construites entre 2008 et 2013, culminent à 111 mètres de hauteur, sont parmi les premiers gratte-ciels oranais, et sont désormais suivies par des tours de plus en plus vertigineuses.

## En construction
| Rang | Nom                         | Hauteur | Étages | Année | Ville | Sources | image |
| ---- | --------------------------- | ------- | ------ | ----- | ----- | ------- | ----- |
| 1    | Tour Galaxie                | 118 m   | 30     | 2020  | Oran  | [ 8 ]   |       |
| 2    | Les Galets Tower 3          |         | 30     | 2022  | Oran  | [ 9 ]   |       |
| 3    | Les Galets Tower 2          |         | 28     | 2022  | Oran  |         |       |
| 4    | Les Galets Tower 1          | 87 m    | 23     | 2020  | Oran  | [ 10 ]  |       |
| 5    | Cité millenium Twins Towers | 76 m    | 21     | 2016  | Oran  |         |       |
| 6    | Roses du désert 1           |         | 26     | 2016  | Oran  | [ 11 ]  |       |
| 7    | Roses du désert 2           |         | 22     | 2016  | Oran  | [ 12 ]  |       |

## En projet
| Rang | Nom                         | Hauteur m | Étages | Ville | Sources |
| ---- | --------------------------- | --------- | ------ | ----- | ------- |
| 1    | El Djazair Towers Complex 1 | 300 m     | 62     | Oran  |         |
| 2    | El Djazair Towers Complex 2 | 250 m     | 50     | Oran  |         |
| 3    | Sherazade Tower             | 200 m     | 47     | Oran  |         |

### La Tour Sherazade
La Sherazade Tower est une tour à usage résidentiel et commercial, qui devait avoir 200 mètres et 47 étages, recouverte de verre, et dominer la ville d'Oran. Il semble que le projet ne se soit pas concrétisé.